# Danh sách di sản văn hóa Tây Ban Nha được quan tâm ở tỉnh Cuenca
Danh sách di sản văn hóa Tây Ban Nha được quan tâm ở Cuenca (tỉnh).

## Các di sản liên quan đến nhiều thành phố
| Tên       | Dạng        | Địa điểm                             | Tọa độ                                       | Số hồ sơ tham khảo? | Ngày nhận danh hiệu? | Hình ảnh                                |
| --------- | ----------- | ------------------------------------ | -------------------------------------------- | ------------------- | -------------------- | --------------------------------------- |
| Segóbriga | Khu khảo cổ | Almonacid del Marquesado và Saelices | 39°53′07″B 2°48′47″T / 39,88535°B 2,812985°T | RI-55-0000587       | 10/07/2001           | Khu khảo cổ de Segóbriga · Upload image |

## Di tích theo thành phố

### A

#### Alarcón
| Tên                         | Dạng                                            | Địa điểm                         | Tọa độ                                        | Số hồ sơ tham khảo? | Ngày nhận danh hiệu? | Hình ảnh     |
| --------------------------- | ----------------------------------------------- | -------------------------------- | --------------------------------------------- | ------------------- | -------------------- | ------------ |
| Lâu đài Alarcón             | Di tích Kiến trúc phòng thủ                     | Alarcón                          | 39°32′47″B 2°05′00″T / 39,546521°B 2,083273°T | RI-51-0007184       | 28/02/1992           | Upload image |
| Nhà thờ Santa María Campo   | Di tích Kiến trúc tôn giáo Thời gian: Thế kỷ 16 | Alarcón Calle Doctor Tortosa, 25 | 39°32′48″B 2°05′09″T / 39,546586°B 2,085866°T | RI-51-0007191       | 19/02/1992           | Upload image |
| Nhà thờ Santo Domingo Silos | Di tích Kiến trúc tôn giáo Thời gian: Thế kỷ 12 | Alarcón Plaza Santo Domingo, 1   | 39°32′49″B 2°05′10″T / 39,547052°B 2,086091°T | RI-51-0007190       | 19/02/1992           | Upload image |
| Alarcón                     |                                                 | Alarcón                          | 39°32′51″B 2°05′15″T / 39,54757°B 2,087445°T  | RI-53-0000247       | 03/07/1981           | Upload image |

#### Albalate de las Nogueras
| Tên                                                 | Dạng    | Địa điểm                             | Tọa độ                                        | Số hồ sơ tham khảo? | Ngày nhận danh hiệu? | Hình ảnh     |
| --------------------------------------------------- | ------- | ------------------------------------ | --------------------------------------------- | ------------------- | -------------------- | ------------ |
| Nhà thờ Nuestra Señora Asunción (Albalate Nogueras) | Di tích | Albalate de las Nogueras Plaza Mayor | 40°22′01″B 2°16′36″T / 40,366871°B 2,276549°T | RI-51-0004977       | 16/11/1983           | Upload image |

#### Albendea
| Tên                                        | Dạng        | Địa điểm                        | Tọa độ                                        | Số hồ sơ tham khảo? | Ngày nhận danh hiệu? | Hình ảnh                                                           |
| ------------------------------------------ | ----------- | ------------------------------- | --------------------------------------------- | ------------------- | -------------------- | ------------------------------------------------------------------ |
| Nhà thờ Nuestra Señora Asunción (Albendea) | Di tích     | Albendea Plaza del Generalísimo | 40°29′15″B 2°25′06″T / 40,487412°B 2,41832°T  | RI-51-0007192       | 19/02/1992           | Iglesia Parroquial de Nuestra Señora de la Asunción · Upload image |
| Nhà hoang Mausoleo Llanes                  | Khu khảo cổ | Albendea                        | 40°28′19″B 2°22′25″T / 40,471911°B 2,373557°T | RI-55-0000889       | 06/11/2008           | Upload image                                                       |

#### Alconchel de la Estrella
| Tên                               | Dạng        | Địa điểm                 | Tọa độ                                        | Số hồ sơ tham khảo? | Ngày nhận danh hiệu? | Hình ảnh                                                               |
| --------------------------------- | ----------- | ------------------------ | --------------------------------------------- | ------------------- | -------------------- | ---------------------------------------------------------------------- |
| Khu vực Khảo cổ Đồi Virgen Cuesta | Khu khảo cổ | Alconchel de la Estrella | 39°42′32″B 2°35′24″T / 39,708925°B 2,589945°T | RI-55-0000410       | 20/12/1994           | Yacimiento Arqueológico Cerro de la Virgen de la Cuesta · Upload image |

#### Arcas del Villar
| Tên                                            | Dạng    | Địa điểm                     | Tọa độ                                        | Số hồ sơ tham khảo? | Ngày nhận danh hiệu? | Hình ảnh                                                |
| ---------------------------------------------- | ------- | ---------------------------- | --------------------------------------------- | ------------------- | -------------------- | ------------------------------------------------------- |
| Nhà thờ Nuestra Señora Asunción (Arcas Villar) | Di tích | Arcas del Villar Plaza Mayor | 39°59′19″B 2°06′54″T / 39,988552°B 2,115073°T | RI-51-0004669       | 09/07/1982           | Iglesia de Nuestra Señora de la Asunción · Upload image |

#### Atalaya del Cañavate
| Tên                                 | Dạng    | Địa điểm             | Tọa độ                                        | Số hồ sơ tham khảo? | Ngày nhận danh hiệu? | Hình ảnh                              |
| ----------------------------------- | ------- | -------------------- | --------------------------------------------- | ------------------- | -------------------- | ------------------------------------- |
| Nhà thờ Asunción (Atalaya Cañavate) | Di tích | Atalaya del Cañavate | 39°31′03″B 2°15′08″T / 39,517625°B 2,252348°T | RI-51-0010498       | 09/10/2001           | Iglesia de la Asunción · Upload image |

### B

#### Barchín del Hoyo
| Tên                                                  | Dạng        | Địa điểm                           | Tọa độ                                        | Số hồ sơ tham khảo? | Ngày nhận danh hiệu? | Hình ảnh     |
| ---------------------------------------------------- | ----------- | ---------------------------------- | --------------------------------------------- | ------------------- | -------------------- | ------------ |
| Nhà thờ Nuestra Señora Asunción (Barchín Hoyo)       | Di tích     | Barchín del Hoyo Calle de la Yedra | 39°39′50″B 2°04′08″T / 39,663858°B 2,068944°T | RI-51-0007193       | 19/02/1992           | Upload image |
| Khu vực Khảo cổ Fuente Mota Paraje Rincón San Miguel | Khu khảo cổ | Barchín del Hoyo                   | 39°39′48″B 2°03′57″T / 39,663346°B 2,065715°T | RI-55-0000098       | 18/12/1981           | Upload image |

#### Belinchón
| Tên                                     | Dạng    | Địa điểm                 | Tọa độ                                        | Số hồ sơ tham khảo? | Ngày nhận danh hiệu? | Hình ảnh     |
| --------------------------------------- | ------- | ------------------------ | --------------------------------------------- | ------------------- | -------------------- | ------------ |
| Nhà thờ San Miguel Arcángel (Belinchón) | Di tích | Belinchón Calle Calvario | 40°02′53″B 3°03′20″T / 40,048127°B 3,055482°T | RI-51-0003892       | 26/10/1972           | Upload image |

#### Belmonte, Cuenca
| Tên                             | Dạng    | Địa điểm | Tọa độ                                        | Số hồ sơ tham khảo? | Ngày nhận danh hiệu? | Hình ảnh     |
| ------------------------------- | ------- | -------- | --------------------------------------------- | ------------------- | -------------------- | ------------ |
| Antigua Colegiata San Bartolomé | Di tích | Belmonte | 39°33′36″B 2°42′04″T / 39,559915°B 2,701073°T | RI-51-0001131       | 27/07/1943           | Upload image |
| Lâu đài Belmonte                | Di tích | Belmonte | 39°33′29″B 2°41′49″T / 39,557982°B 2,69689°T  | RI-51-0000549       | 03/06/1931           | Upload image |
| Belmonte, Cuenca                |         | Belmonte | 39°33′30″B 2°42′28″T / 39,558291°B 2,707872°T | RI-53-0000092       | 22/02/1968           | Upload image |

### C

#### Campillo de Altobuey
| Tên                   | Dạng    | Địa điểm             | Tọa độ                                       | Số hồ sơ tham khảo? | Ngày nhận danh hiệu? | Hình ảnh     |
| --------------------- | ------- | -------------------- | -------------------------------------------- | ------------------- | -------------------- | ------------ |
| Santuario Virgen Loma | Di tích | Campillo de Altobuey | 39°36′19″B 1°47′23″T / 39,60528°B 1,789745°T | RI-51-0010454       | 26/06/2001           | Upload image |

#### Campos del Paraíso
| Tên                                                 | Dạng    | Địa điểm                      | Tọa độ                                       | Số hồ sơ tham khảo? | Ngày nhận danh hiệu? | Hình ảnh     |
| --------------------------------------------------- | ------- | ----------------------------- | -------------------------------------------- | ------------------- | -------------------- | ------------ |
| Nhà thờ Natividad Nuestra Señora (Carrascosa Campo) | Di tích | Campos del Paraíso Carrascosa | 40°02′15″B 2°44′19″T / 40,03744°B 2,738729°T | RI-51-0003881       | 25/05/1972           | Upload image |

#### Cañaveruelas
| Tên      | Dạng        | Địa điểm     | Tọa độ                                        | Số hồ sơ tham khảo? | Ngày nhận danh hiệu? | Hình ảnh     |
| -------- | ----------- | ------------ | --------------------------------------------- | ------------------- | -------------------- | ------------ |
| Ercávica | Khu khảo cổ | Cañaveruelas | 40°25′49″B 2°40′10″T / 40,430163°B 2,669553°T | RI-55-0000085       | 23/06/1978           | Upload image |

#### Cañete, Cuenca
| Tên                       | Dạng | Địa điểm | Tọa độ                                        | Số hồ sơ tham khảo? | Ngày nhận danh hiệu? | Hình ảnh     |
| ------------------------- | ---- | -------- | --------------------------------------------- | ------------------- | -------------------- | ------------ |
| Recinto amurallado Cañete |      | Cañete   | 40°02′31″B 1°38′52″T / 40,042039°B 1,647778°T | RI-53-0000320       | 16/04/1996           | Upload image |

#### Carboneras de Guadazaón
| Tên                            | Dạng    | Địa điểm                | Tọa độ                                        | Số hồ sơ tham khảo? | Ngày nhận danh hiệu? | Hình ảnh     |
| ------------------------------ | ------- | ----------------------- | --------------------------------------------- | ------------------- | -------------------- | ------------ |
| Nhà thờ Panteón Marqueses Moya | Di tích | Carboneras de Guadazaón | 39°54′15″B 1°48′44″T / 39,904134°B 1,812113°T | RI-51-0004474       | 06/03/1981           | Upload image |

#### Cardenete
| Tên                                         | Dạng    | Địa điểm              | Tọa độ                                        | Số hồ sơ tham khảo? | Ngày nhận danh hiệu? | Hình ảnh     |
| ------------------------------------------- | ------- | --------------------- | --------------------------------------------- | ------------------- | -------------------- | ------------ |
| Nhà thờ Asunción Nuestra Señora (Cardenete) | Di tích | Cardenete Plaza Mayor | 39°46′02″B 1°41′14″T / 39,767147°B 1,687282°T | RI-51-0004759       | 22/12/1982           | Upload image |

#### Casas de Benítez
| Tên                        | Dạng    | Địa điểm                             | Tọa độ                                        | Số hồ sơ tham khảo? | Ngày nhận danh hiệu? | Hình ảnh     |
| -------------------------- | ------- | ------------------------------------ | --------------------------------------------- | ------------------- | -------------------- | ------------ |
| Hang Doña Catalina Cardona | Di tích | Casas de Benítez El Carmen (pedanía) | 39°16′40″B 2°04′31″T / 39,277714°B 2,07529°T  | RI-51-0004863       | 27/04/1983           | Upload image |
| Cung điện Gosálvez         | Di tích | Casas de Benítez Puente de Don Juan  | 39°17′45″B 2°04′07″T / 39,295771°B 2,068588°T | RI-51-0008244       | 01/02/1994           | Upload image |

#### Castillo de Garcimuñoz
| Tên                      | Dạng | Địa điểm               | Tọa độ                                        | Số hồ sơ tham khảo? | Ngày nhận danh hiệu? | Hình ảnh     |
| ------------------------ | ---- | ---------------------- | --------------------------------------------- | ------------------- | -------------------- | ------------ |
| Villa Lâu đài Garcimuñoz |      | Castillo de Garcimuñoz | 39°39′33″B 2°22′52″T / 39,659281°B 2,381244°T | RI-53-0000559       | 03/12/2002           | Upload image |

#### Cervera del Llano
| Tên                                       | Dạng        | Địa điểm          | Tọa độ                                        | Số hồ sơ tham khảo? | Ngày nhận danh hiệu? | Hình ảnh     |
| ----------------------------------------- | ----------- | ----------------- | --------------------------------------------- | ------------------- | -------------------- | ------------ |
| Nhà thờ San Pedro Apóstol (Cervera Llano) | Di tích     | Cervera del Llano | 39°47′03″B 2°25′13″T / 39,784104°B 2,420314°T | RI-51-0011550       | 19/06/2007           | Upload image |
| Khu vực Khảo cổ Đồi Recuenco              | Khu khảo cổ | Cervera del Llano | 39°45′48″B 2°25′04″T / 39,763425°B 2,417852°T | RI-55-0000102       | 21/12/1983           | Upload image |

#### Cuenca, Tây Ban Nha
| Tên                                                                    | Dạng             | Địa điểm                             | Tọa độ                                        | Số hồ sơ tham khảo? | Ngày nhận danh hiệu? | Hình ảnh     |
| ---------------------------------------------------------------------- | ---------------- | ------------------------------------ | --------------------------------------------- | ------------------- | -------------------- | ------------ |
| Lưu trữ lịch sử Provincial Cuenca                                      | Lưu trữ          | Cuenca Calle del Trabuco             | 40°04′53″B 2°07′37″T / 40,081401°B 2,127014°T | RI-AR-0000028       | 10/11/1997           | Upload image |
| Thư viện Pública Estado Cuenca                                         | Biblioteca       | Cuenca Glorieta González Palencia, 1 | 40°04′23″B 2°08′20″T / 40,072962°B 2,138934°T | RI-BI-0000011       | 25/06/1985           | Upload image |
| Tòa thị chính Cuenca                                                   | Di tích          | Cuenca Plaza Mayor                   | 40°04′40″B 2°07′49″T / 40,077891°B 2,130179°T | RI-51-0010143       | 18/12/2001           | Upload image |
| Nhà Las Rejas                                                          | Di tích          | Cuenca Calle de las Torres, 3        | 40°04′24″B 2°07′55″T / 40,07336°B 2,132028°T  | RI-51-0010493       | 22/10/2002           | Upload image |
| Nhà Corregidor                                                         | Di tích          | Cuenca Calle Alfonso VIII            | 40°04′34″B 2°07′51″T / 40,076033°B 2,130962°T | RI-51-0010478       | 30/07/2002           | Upload image |
| Cuenca (España)#Patrimonio                                             | Địa điểm lịch sử | Cuenca                               | 40°04′43″B 2°07′48″T / 40,078476°B 2,129933°T | RI-54-0000021       | 25/04/1963           | Upload image |
| Nhà thờ chính tòa Cuenca                                               | Di tích          | Cuenca Plaza Mayor                   | 40°04′43″B 2°07′47″T / 40,078544°B 2,129612°T | RI-51-0000081       | 23/08/1902           | Upload image |
| Tu viện Merced (Cuenca)                                                | Di tích          | Cuenca Plaza de la Merced            | 40°04′39″B 2°07′51″T / 40,077378°B 2,130887°T | RI-51-0010145       | 04/11/2003           | Upload image |
| Tu viện San Felipe Neri (Cuenca)                                       | Di tích          | Cuenca Calle Alfonso VIII            | 40°04′32″B 2°07′56″T / 40,075689°B 2,132116°T | RI-51-0010147       | 16/07/2002           | Upload image |
| Tu viện San Pablo (Cuenca)                                             | Di tích          | Cuenca                               | 40°04′45″B 2°07′35″T / 40,079197°B 2,126483°T | RI-51-0011387       | 31/10/2006           | Upload image |
| Tu viện San Pedro Justinianas                                          | Di tích          | Cuenca Plaza Mayor                   | 40°04′44″B 2°07′48″T / 40,078753°B 2,130048°T | RI-51-0010153       | 30/07/2002           | Upload image |
| Alhóndiga (Cuenca)                                                     | Di tích          | Cuenca Calle del Pósito              | 40°04′29″B 2°08′04″T / 40,074834°B 2,134328°T | RI-51-0010217       | 15/01/2002           | Upload image |
| Bệnh viện Santiago Apóstol (Cuenca)                                    | Di tích          | Cuenca Subida de Santiago            | 40°04′36″B 2°08′15″T / 40,076537°B 2,137555°T | RI-51-0010497       | 28/01/2003           | Upload image |
| Nhà thờ Salvador (Cuenca)                                              | Di tích          | Cuenca Plaza del Salvador            | 40°04′30″B 2°08′00″T / 40,075065°B 2,133429°T | RI-51-0010159       | 16/07/2002           | Upload image |
| Nhà thờ Nuestra Señora Asunción (Valdecabras)                          | Di tích          | Cuenca Valdecabras                   | 40°09′33″B 2°02′08″T / 40,15913°B 2,035481°T  | RI-51-0009065       | 07/11/1995           | Upload image |
| Nhà thờ San Andrés (Cuenca)                                            | Di tích          | Cuenca Calle del Peso                | 40°04′32″B 2°07′57″T / 40,075684°B 2,132588°T | RI-51-0010139       | 15/01/2002           | Upload image |
| Nhà thờ San Miguel (Cuenca)                                            | Di tích          | Cuenca (España) Calle de San Miguel  | 40°04′44″B 2°07′51″T / 40,078758°B 2,130807°T | RI-51-0010142       | 26/06/2001           | Upload image |
| Nhà thờ San Nicolás Bari (Cuenca)                                      | Di tích          | Cuenca Plaza de San Nicolás          | 40°04′46″B 2°07′47″T / 40,079428°B 2,12985°T  | RI-51-0010216       | 26/06/2001           | Upload image |
| Nhà thờ San Pedro (Cuenca)                                             | Di tích          | Cuenca Calle de San Pedro            | 40°04′51″B 2°07′43″T / 40,080845°B 2,128486°T | RI-51-0010874       | 03/12/2002           | Upload image |
| Nhà thờ Santa Cruz (Cuenca)                                            | Di tích          | Cuenca Calle Santa Catalina          | 40°04′34″B 2°07′49″T / 40,076061°B 2,130158°T | RI-51-0010141       | 15/01/2002           | Upload image |
| Nhà thờ Santísimo Cristo Amparo                                        | Di tích          | Cuenca Calle de los Tintes           | 40°04′27″B 2°07′52″T / 40,074253°B 2,131144°T | RI-51-0010479       | 28/01/2003           | Upload image |
| Tu viện Concepción Franciscana (Cuenca)                                | Di tích          | Cuenca Calle de los Tintes           | 40°04′26″B 2°07′55″T / 40,073884°B 2,131969°T | RI-51-0010152       | 26/06/2001           | Upload image |
| Tu viện Madres Benedictinas (Cuenca)                                   | Di tích          | Cuenca Calle del Pósito              | 40°04′30″B 2°08′03″T / 40,074997°B 2,134147°T | RI-51-0010477       | 22/10/2002           | Upload image |
| Bảo tàng Cuenca                                                        | Bảo tàng         | Cuenca Calle Obispo Valero, 12       | 40°04′41″B 2°07′45″T / 40,07819°B 2,129209°T  | 0000009             | 19/11/1997           | Upload image |
| Palacio Episcopal Cuenca                                               | Di tích          | Cuenca Calle Obispo Valero           | 40°04′41″B 2°07′45″T / 40,078148°B 2,129179°T | RI-51-0010144       | 20/03/2002           | Upload image |
| Posada San José                                                        | Di tích          | Cuenca Calle de Julián Romero, 4     | 40°04′46″B 2°07′45″T / 40,079447°B 2,129189°T | RI-51-0011385       | 31/10/2006           | Upload image |
| Posada San Julián                                                      | Di tích          | Cuenca Calle de las Torres, 1        | 40°04′24″B 2°07′55″T / 40,073419°B 2,131944°T | RI-51-0010492       | 22/10/2002           | Upload image |
| Ruinas Antigua Nhà thờ San Pantaleón, Nhà thờ San Juan Acre hay Letrán | Di tích          | Cuenca Calle de San Pedro, 10        | 40°04′45″B 2°07′46″T / 40,079053°B 2,129525°T | RI-51-0007189       | 19/02/1992           | Upload image |
| Tháp Mangana                                                           | Di tích          | Cuenca Plaza Mangana                 | 40°04′36″B 2°07′54″T / 40,076549°B 2,131581°T | RI-51-0010166       | 27/11/2001           | Upload image |

### E

#### El Valle de Altomira
| Tên                                          | Dạng    | Địa điểm                        | Tọa độ                                        | Số hồ sơ tham khảo? | Ngày nhận danh hiệu? | Hình ảnh     |
| -------------------------------------------- | ------- | ------------------------------- | --------------------------------------------- | ------------------- | -------------------- | ------------ |
| Nhà thờ Nuestra Señora Sagrario (Garcinarro) | Di tích | El Valle de Altomira Garcinarro | 40°13′31″B 2°45′33″T / 40,225288°B 2,759227°T | RI-51-0004706       | 01/10/1982           | Upload image |

### H

#### Huete
| Tên                                     | Dạng        | Địa điểm                           | Tọa độ                                        | Số hồ sơ tham khảo? | Ngày nhận danh hiệu? | Hình ảnh     |
| --------------------------------------- | ----------- | ---------------------------------- | --------------------------------------------- | ------------------- | -------------------- | ------------ |
| Tu viện Jesuitas (Huete)                | Di tích     | Huete Plaza de San Juan            | 40°08′49″B 2°41′24″T / 40,146877°B 2,690106°T | RI-51-0011011       | 13/07/2004           | Upload image |
| Tu viện Merced (Huete)                  | Di tích     | Huete Calle San Esteban, 1         | 40°08′43″B 2°41′19″T / 40,145192°B 2,688738°T | RI-51-0007194       | 19/02/1992           | Upload image |
| Nhà thờ Santa María Atienza (Huete)     | Di tích     | Huete Calle Santa María de Atienza | 40°08′55″B 2°41′31″T / 40,148608°B 2,692064°T | RI-51-0004732       | 12/11/1982           | Upload image |
| Tu viện Jesús và María                  | Di tích     | Huete Plaza Cristo                 | 40°08′37″B 2°41′17″T / 40,143545°B 2,688058°T | RI-51-0004850       | 13/04/1983           | Upload image |
| Nhà thờ Parroquial San Pedro Ad Vincula | Di tích     | Huete Castillejo del Romeral       | 40°08′48″B 2°29′51″T / 40,14657°B 2,497433°T  | RI-51-0008245       | 01/02/1994           | Upload image |
| Khu vực Khảo cổ Fosos Cuarto Bayona     | Khu khảo cổ | Huete Villas Viejas                | 39°54′00″B 2°43′19″T / 39,9°B 2,721845°T      | RI-55-0000369       | 28/04/1992           | Upload image |

### L

#### Las Valeras
| Tên                        | Dạng        | Địa điểm                          | Tọa độ                                        | Số hồ sơ tham khảo? | Ngày nhận danh hiệu? | Hình ảnh     |
| -------------------------- | ----------- | --------------------------------- | --------------------------------------------- | ------------------- | -------------------- | ------------ |
| Nhà thờ Nuestra Señora Sey | Di tích     | Las Valeras Valeria (Las Valeras) | 39°48′47″B 2°08′49″T / 39,813164°B 2,146835°T | RI-51-0004648       | 28/05/1982           | Upload image |
| Valeria (ciudad romana)    | Khu khảo cổ | Las Valeras Valeria               | 39°48′31″B 2°09′01″T / 39,80858°B 2,150157°T  | RI-55-0000084       | 28/10/1977           | Upload image |
| Valeria (ciudad romana)    | Khu khảo cổ | Las Valeras Valeria               |                                               | RI-55-0000877       | 15/07/2008           | Upload image |

### M

#### Minglanilla
| Tên                                           | Dạng                  | Địa điểm                      | Tọa độ                                        | Số hồ sơ tham khảo? | Ngày nhận danh hiệu? | Hình ảnh     |
| --------------------------------------------- | --------------------- | ----------------------------- | --------------------------------------------- | ------------------- | -------------------- | ------------ |
| Nhà thờ Nuestra Señora Asunción (Minglanilla) | Di tích               | Minglanilla Plaza Iglesia     | 39°32′07″B 1°35′46″T / 39,535241°B 1,596103°T | RI-51-0010995       | 13/05/2003           | Upload image |
| Hoz Vicente                                   | Di tích Arte Rupestre | Minglanilla Hoces del Cabriel | 39°28′45″B 1°30′44″T / 39,47908°B 1,51233°T   | RI-51-0009698       | 17/02/1997           | Upload image |

#### Montalbanejo
| Tên                                            | Dạng    | Địa điểm     | Tọa độ                                        | Số hồ sơ tham khảo? | Ngày nhận danh hiệu? | Hình ảnh     |
| ---------------------------------------------- | ------- | ------------ | --------------------------------------------- | ------------------- | -------------------- | ------------ |
| Nhà thờ Asunción Nuestra Señora (Montalbanejo) | Di tích | Montalbanejo | 39°44′05″B 2°29′52″T / 39,734623°B 2,497803°T | RI-51-0004770       | 29/12/1982           | Upload image |

#### Mota de Altarejos
| Tên                                         | Dạng    | Địa điểm                        | Tọa độ                                        | Số hồ sơ tham khảo? | Ngày nhận danh hiệu? | Hình ảnh     |
| ------------------------------------------- | ------- | ------------------------------- | --------------------------------------------- | ------------------- | -------------------- | ------------ |
| Nhà thờ San Lorenzo mártir (Mota Altarejos) | Di tích | Mota de Altarejos Calle Iglesia | 39°52′56″B 2°18′36″T / 39,882102°B 2,310007°T | RI-51-0010501       | 09/10/2001           | Upload image |

#### Mota del Cuervo
| Tên                              | Dạng    | Địa điểm                                | Tọa độ                                        | Số hồ sơ tham khảo? | Ngày nhận danh hiệu? | Hình ảnh     |
| -------------------------------- | ------- | --------------------------------------- | --------------------------------------------- | ------------------- | -------------------- | ------------ |
| Nhà thờ San Miguel (Mota Cuervo) | Di tích | Mota del Cuervo Calle de la Iglesia, 21 | 39°29′55″B 2°52′14″T / 39,498653°B 2,870694°T | RI-51-0007195       | 19/02/1992           | Upload image |

#### Moya, Cuenca
| Tên          | Dạng | Địa điểm | Tọa độ                                        | Số hồ sơ tham khảo? | Ngày nhận danh hiệu? | Hình ảnh     |
| ------------ | ---- | -------- | --------------------------------------------- | ------------------- | -------------------- | ------------ |
| Moya, Cuenca |      | Moya     | 39°57′57″B 1°22′11″T / 39,965839°B 1,369686°T | RI-53-0000264       | 03/09/1982           | Upload image |

### P

#### Paracuellos (Cuenca)
| Tên                 | Dạng    | Địa điểm               | Tọa độ                                        | Số hồ sơ tham khảo? | Ngày nhận danh hiệu? | Hình ảnh     |
| ------------------- | ------- | ---------------------- | --------------------------------------------- | ------------------- | -------------------- | ------------ |
| Lâu đài Paracuellos | Di tích | Paracuellos de la Vega | 39°43′20″B 1°47′19″T / 39,722119°B 1,788585°T | RI-51-0007196       | 19/02/1992           | Upload image |

#### Priego
| Tên                          | Dạng    | Địa điểm | Tọa độ                                        | Số hồ sơ tham khảo? | Ngày nhận danh hiệu? | Hình ảnh     |
| ---------------------------- | ------- | -------- | --------------------------------------------- | ------------------- | -------------------- | ------------ |
| Tu viện Nuestra Señora Rosal | Di tích | Priego   | 40°27′43″B 2°18′32″T / 40,461865°B 2,308815°T | RI-51-0004705       | 28/09/1982           | Upload image |

### R

#### Reíllo
| Tên              | Dạng        | Địa điểm | Tọa độ                                       | Số hồ sơ tham khảo? | Ngày nhận danh hiệu? | Hình ảnh     |
| ---------------- | ----------- | -------- | -------------------------------------------- | ------------------- | -------------------- | ------------ |
| Khu vực Castillo | Khu khảo cổ | Reillo   | 39°54′27″B 1°52′37″T / 39,90747°B 1,876906°T | RI-55-0000370       | 28/04/1992           | Upload image |

### S

#### Saelices
| Tên       | Dạng        | Địa điểm                  | Tọa độ                                        | Số hồ sơ tham khảo? | Ngày nhận danh hiệu? | Hình ảnh     |
| --------- | ----------- | ------------------------- | --------------------------------------------- | ------------------- | -------------------- | ------------ |
| Segóbriga | Khu khảo cổ | Saelices Cabeza de Griego | 39°53′32″B 2°48′30″T / 39,892331°B 2,808242°T | RI-55-0000022       | 03/06/1931           | Upload image |

#### San Clemente (Cuenca)
| Tên                                     | Dạng    | Địa điểm                 | Tọa độ                                        | Số hồ sơ tham khảo? | Ngày nhận danh hiệu? | Hình ảnh     |
| --------------------------------------- | ------- | ------------------------ | --------------------------------------------- | ------------------- | -------------------- | ------------ |
| Tòa thị chính San Clemente              | Di tích | San Clemente Plaza Mayor | 39°24′14″B 2°25′46″T / 39,403883°B 2,429358°T | RI-51-0007197       | 19/02/1992           | Upload image |
| Nhà thờ Santiago Apóstol (San Clemente) | Di tích | San Clemente Plaza Mayor | 39°24′12″B 2°25′46″T / 39,403361°B 2,429508°T | RI-51-0007198       | 19/02/1992           | Upload image |
| San Clemente (Cuenca)                   |         | San Clemente             | 39°24′14″B 2°25′46″T / 39,403889°B 2,429444°T | RI-53-0000231       | 31/07/1980           | Upload image |

### T

#### Tarancón
| Tên                                        | Dạng                                                                              | Địa điểm                      | Tọa độ                                        | Số hồ sơ tham khảo? | Ngày nhận danh hiệu? | Hình ảnh                                                |
| ------------------------------------------ | --------------------------------------------------------------------------------- | ----------------------------- | --------------------------------------------- | ------------------- | -------------------- | ------------------------------------------------------- |
| Nhà thờ Nuestra Señora Asunción (Tarancón) | Di tích Kiến trúc tôn giáo Kiến trúc: Kiến trúc Gothic và Arquitectura herreriana | Tarancón Calle del Castillejo | 40°00′40″B 3°00′11″T / 40,011029°B 3,002936°T | RI-51-0010553       | 14/10/2002           | Iglesia de Nuestra Señora de la Asunción · Upload image |

#### Tébar
| Tên                                     | Dạng    | Địa điểm                  | Tọa độ                                        | Số hồ sơ tham khảo? | Ngày nhận danh hiệu? | Hình ảnh     |
| --------------------------------------- | ------- | ------------------------- | --------------------------------------------- | ------------------- | -------------------- | ------------ |
| Nhà thờ Asunción Nuestra Señora (Tébar) | Di tích | Tébar Calle de la Iglesia | 39°29′59″B 2°09′55″T / 39,499647°B 2,165199°T | RI-51-0004790       | 25/01/1983           | Upload image |

#### Torrejoncillo del Rey
| Tên                                         | Dạng    | Địa điểm                                | Tọa độ                                        | Số hồ sơ tham khảo? | Ngày nhận danh hiệu? | Hình ảnh     |
| ------------------------------------------- | ------- | --------------------------------------- | --------------------------------------------- | ------------------- | -------------------- | ------------ |
| Nhà thờ Santo Domingo Silos (Villar Águila) | Di tích | Torrejoncillo del Rey Villar del Águila | 39°57′51″B 2°32′09″T / 39,964278°B 2,535917°T | RI-51-0007016       | 18/01/1991           | Upload image |

### U

#### Uclés
| Tên           | Dạng    | Địa điểm | Tọa độ                                      | Số hồ sơ tham khảo? | Ngày nhận danh hiệu? | Hình ảnh     |
| ------------- | ------- | -------- | ------------------------------------------- | ------------------- | -------------------- | ------------ |
| Tu viện Uclés | Di tích | Uclés    | 39°58′50″B 2°51′48″T / 39,98043°B 2,86338°T | RI-51-0000548       | 03/06/1931           | Upload image |

### V

#### Valdeolivas
| Tên                             | Dạng                                      | Địa điểm    | Tọa độ                                        | Số hồ sơ tham khảo? | Ngày nhận danh hiệu? | Hình ảnh     |
| ------------------------------- | ----------------------------------------- | ----------- | --------------------------------------------- | ------------------- | -------------------- | ------------ |
| Nhà thờ Nuestra Señora Asunción | Di tích Kiến trúc tôn giáo Kiểu: Románico | Valdeolivas | 40°30′19″B 2°26′39″T / 40,505276°B 2,444293°T | RI-51-0004558       | 15/01/1982           | Upload image |

#### Villaescusa de Haro
| Tên                                          | Dạng    | Địa điểm                                 | Tọa độ                                        | Số hồ sơ tham khảo? | Ngày nhận danh hiệu? | Hình ảnh     |
| -------------------------------------------- | ------- | ---------------------------------------- | --------------------------------------------- | ------------------- | -------------------- | ------------ |
| Colegio Universitario Villaescusa Haro       | Di tích | Villaescusa de Haro Plaza de Gil Ramírez | 39°35′49″B 2°40′29″T / 39,596806°B 2,67475°T  | RI-51-0010140       | 16/06/1998           | Upload image |
| Tu viện Santa Cruz (Villaescusa Haro)        | Di tích | Villaescusa de Haro                      | 39°35′53″B 2°40′14″T / 39,598175°B 2,670569°T | RI-51-0010138       | 16/06/1998           | Upload image |
| Nhà thờ San Pedro Apóstol (Villaescusa Haro) | Di tích | Villaescusa de Haro                      | 39°35′50″B 2°40′27″T / 39,597154°B 2,674131°T | RI-51-0000550       | 03/06/1931           | Upload image |
| Lâu đài Haro                                 | Di tích | Villaescusa de Haro Haro                 | 39°39′05″B 2°35′26″T / 39,651321°B 2,590511°T | RI-51-0005404       | 26/11/1992           | Upload image |

#### Villamayor de Santiago
| Tên                                                   | Dạng    | Địa điểm                                   | Tọa độ                                        | Số hồ sơ tham khảo? | Ngày nhận danh hiệu? | Hình ảnh     |
| ----------------------------------------------------- | ------- | ------------------------------------------ | --------------------------------------------- | ------------------- | -------------------- | ------------ |
| Nhà thờ Nuestra Señora Asunción (Villamayor Santiago) | Di tích | Villamayor de Santiago Calle de la Cruz, 1 | 39°43′43″B 2°55′39″T / 39,728649°B 2,927573°T | RI-51-0009049       | 20/12/1994           | Upload image |

#### Villanueva de la Jara
| Tên                                | Dạng    | Địa điểm                                     | Tọa độ                                        | Số hồ sơ tham khảo? | Ngày nhận danh hiệu? | Hình ảnh     |
| ---------------------------------- | ------- | -------------------------------------------- | --------------------------------------------- | ------------------- | -------------------- | ------------ |
| Tòa thị chính Villanueva Jara      | Di tích | Villanueva de la Jara Quảng trường thành phố | 39°26′24″B 1°57′06″T / 39,439923°B 1,951544°T | RI-51-0007199       | 19/02/1992           | Upload image |
| Posada Massó                       | Di tích | Villanueva de la Jara Quảng trường thành phố | 39°26′26″B 1°57′04″T / 39,440486°B 1,951126°T | RI-51-0007200       | 19/02/1992           | Upload image |
| Nhà thờ Asunción (Villanueva Jara) | Di tích | Villanueva de la Jara Calle de la Iglesia    | 39°26′21″B 1°57′02″T / 39,43909°B 1,950439°T  | RI-51-0004731       | 12/11/1982           | Upload image |

#### Villar del Humo
| Tên                                                       | Dạng                  | Địa điểm        | Tọa độ                                      | Số hồ sơ tham khảo? | Ngày nhận danh hiệu? | Hình ảnh     |
| --------------------------------------------------------- | --------------------- | --------------- | ------------------------------------------- | ------------------- | -------------------- | ------------ |
| Villar Humo#Pinturas Rupestres                            | Di tích Arte Rupestre | Villar del Humo | 39°54′56″B 1°39′43″T / 39,91542°B 1,66183°T | RI-51-0000284       | 25/04/1924           | Upload image |
| Peña Escrito II                                           | Di tích Arte Rupestre | Villar del Humo | 39°54′56″B 1°39′42″T / 39,91553°B 1,66161°T | RI-51-0000284       | 26/04/1924           | Upload image |
| Căn nhà Selva Pascuala                                    | Di tích Arte Rupestre | Villar del Humo | 39°56′00″B 1°40′12″T / 39,93344°B 1,66994°T | RI-51-0009185       | 15/03/1996           | Upload image |
| Căn nhà Fuente Selva Pascuala hay Nhà trú tạm mano và sol | Di tích Arte Rupestre | Villar del Humo | 39°56′00″B 1°40′09″T / 39,93331°B 1,66903°T | RI-51-0009186       | 15/03/1996           | Upload image |
| Căn nhà Marmalo III                                       | Di tích Arte Rupestre | Villar del Humo | 39°55′05″B 1°38′59″T / 39,91811°B 1,64975°T | RI-51-0009187       | 15/03/1996           | Upload image |
| Căn nhà Marmalo IV                                        | Di tích Arte Rupestre | Villar del Humo | 39°55′16″B 1°41′50″T / 39,92103°B 1,69733°T | RI-51-0009188       | 15/03/1996           | Upload image |
| Căn nhà Marmalo V                                         | Di tích Arte Rupestre | Villar del Humo | 39°55′14″B 1°39′02″T / 39,92064°B 1,65056°T | RI-51-0009189       | 15/03/1996           | Upload image |
| Căn nhà Castellón Machos                                  | Di tích Arte Rupestre | Villar del Humo | 39°56′01″B 1°39′02″T / 39,93358°B 1,65061°T | RI-51-0009190       | 15/03/1996           | Upload image |
| Căn nhà Peña Castellar                                    | Di tích Arte Rupestre | Villar del Humo | 39°52′02″B 1°37′51″T / 39,86733°B 1,63078°T | RI-51-0009699       | 17/02/1997           | Upload image |
| Căn nhà Marmalo I                                         | Di tích Arte Rupestre | Villar del Humo | 39°54′58″B 1°38′58″T / 39,91622°B 1,64936°T | RI-51-0009700       | 17/02/1997           | Upload image |
| Căn nhà Marmalo II                                        | Di tích Arte Rupestre | Villar del Humo | 39°55′06″B 1°38′58″T / 39,91844°B 1,64936°T | RI-51-0009701       | 17/02/1997           | Upload image |